# Чат
Чат (англ. to chat «общаться») — средство обмена различной информацией по компьютерной сети в режиме реального времени, а также программное обеспечение, позволяющее организовывать такое общение. Характерной особенностью является коммуникация в реальном времени или близкая к нему, что отличает чат от форумов и других «медленных» средств общения 
Под словом «чат» обычно понимается групповое общение, хотя к ним можно отнести и обмен текстом «один на один» посредством программ мгновенного обмена сообщениями, например XMPP, Telegram, WhatsApp, ICQ или даже SMS.

## История
Предок современного Интернета, сеть ARPANET, в 1969 году имела всего четыре взаимосвязанных научных компьютера. Чуть позже, в 1971 году, была изобретена электронная почта. Постепенно появились новые службы обмена сообщениями, такие как почтовые рассылки, новостные группы и доски объявлений. Однако в тот период сеть ARPANET не могла легко взаимодействовать с другими сетями, построенными по иным техническим стандартам, что затрудняло её распространение. Вскоре эта проблема была решена переходом на протокол обмена данными TCP/IP, который используется и по сей день.
Программы для обмена текстовыми сообщениями появились не сразу. Примерно в 1974 году для мейнфрейма PLATO была разработана программа Talkomatic, потенциально позволяющая общаться между тысячами терминалов системы. В 1980‑х годах появилась система Freelancing' Round table. Однако настоящую популярность получил протокол Internet Relay Chat (IRC), разработанный в 1988 году.
Примерно в это же время появилось и закрепилось понятие «чат».
Для клиентов IRC разработано множество ботов, например Eggdrop, автоматизирующих рутинные операции. Самым известным клиентом IRC стал mIRC; благодаря простой и эффективной системе команд для него было написано множество скриптов, позволяющих выполнять широкий спектр действий. Боты и mIRC‑боты используются в различных играх в каналах, таких как «Мафия», «Викторина» и другие.
Архитектура IRC была продумана настолько хорошо, что её почти не пришлось изменять с момента создания. Конечно, протокол имеет недостатки: ограничение на длину сообщений, проблемы с кодировками и невозможность просмотра истории сообщений при подключении. Несмотря на это, IRC остаётся популярным средством для текстового общения, хотя его позиции постепенно ослабевают. В частности, в 1998 году был разработан протокол Jabber, который включал множество технических новшеств, получил широкое распространение и стал основой для ряда сервисов. Существовали и другие, менее известные протоколы, такие как SIP.
В настоящее время интерес к традиционным чатам снижается в связи с развитием социальных сетей, обладающих расширенными возможностями. Вместе с тем популярность видеочатов растёт.
Развитие веб‑чатов также не стоит на месте. Их функциональность постоянно расширяется. Современные веб‑чаты, помимо обычного текстового общения, предлагают приватное общение с помощью веб‑камеры, прослушивание интернет‑радиостанций с участием диджеев, круглосуточные викторины с призами, «магазины» с виртуальными подарками, приобретаемыми за валюту чата, а также различные игры, казино и предсказания. Активные участники поощряются повышением рангов и другими бонусами. Для украшения сообщений пользователи могут изменять шрифты, использовать разнообразные смайлы, раскрашивать свой ник или устанавливать графическую ник‑картинку. Кроме того, в веб‑чатах часто интегрируются чат‑боты, рассказывающие анекдоты и поддерживающие диалог с посетителями. Некоторые чаты включают встроенные форумы, службы знакомств и даже функционал для заключения виртуальных браков между участниками.

## Виды чатов
Существует несколько разновидностей программной реализации чатов:
- Веб-чаты (HTTP-чаты) – работают через веб-страницы, где пользователи видят последние сообщения. Обновление чата происходит автоматически с заданной периодичностью.
- Чаты, использующие технологию Adobe Flash. Вместо периодической перезагрузки страницы между клиентом и сервером открывается сокет, что позволяет моментально отправлять или получать сообщения, расходуя меньше трафика;
- Чаты, работающие по специализированным протоколам – например, IRC (Internet Relay Chat).
- Локальные чаты – предназначены для общения в пределах одной сети, например, в корпоративной среде.(Vypress Chat, Intranet Chat)
- Чаты на базе сторонних протоколов – используют существующие коммуникационные сети(ICQ)
- Клиент-серверные чаты – работают через центральный сервер, что позволяет управлять клиентскими приложениями, контролировать доступ и обеспечивать безопасность соединений (MyChat, Jabber).
- Чаты в одноранговых сетях – не требуют централизованного сервера, соединяя пользователей напрямую. Часто используют технологии DHT и TCP Relay (Tox).
- Push-чаты – используют механизм push-уведомлений вместо постоянных запросов к серверу, что снижает потребление трафика и ускоряет получение сообщений (WinGeoChat).
- Анонимные чаты – пользователи не знают, с кем общаются, и при каждом новом соединении получают случайного собеседник (ChatVdvoem (ЧатВдвоем)).

### Веб-чаты
Веб-чаты получили широкое распространение в 1990‑х годах. В некоторых случаях под термином «чат» подразумевают именно веб‑чат. Веб‑чаты основаны на технологиях HTTP и HTML.

#### Работа первых веб‑чатов
Первоначально веб‑чаты представляли собой страницу с потоком сообщений и форму для ввода, посредством которой введённый текст отправлялся на сервер. Сервер добавлял новые сообщения в текстовую область, удалял устаревшие и обновлял файл. Чат осуществлялся с заметной задержкой, поскольку веб‑технологии не позволяли серверу уведомлять клиента об изменениях — клиент сам периодически запрашивал обновления. Позже задержки были устранены с помощью технологий AJAX и Flash. Существовали и другие системы, не имевшие подобных недостатков.

#### Уязвимости веб‑чатов
Веб‑чаты иногда использовались для атак на пользователей, чему способствовали уязвимости в программном обеспечении (скриптах). Поэтому многие веб‑сервера, на которых располагались чаты, были вынуждены принимать меры по защите от таких атак.

### Видеочаты
Со временем, помимо обычных текстовых чатов, были придуманы видео-, а также голосовые чаты. Видеочаты — это обмен текстовыми сообщениями и транслирование изображений с веб-камер. Поначалу это были не видео-, а скорее, фоточаты: из-за низкой пропускной способности каналов отправлялся не видеопоток, а картинка с некоторыми интервалами, что, однако, давало возможность достаточно оперативно наблюдать смену эмоций у собеседника и было значительным прорывом. Позднее, стал транслироваться видеопоток, хотя и с низким разрешением. Веб-камеры являются простыми и дешёвыми, хотя обратная сторона этого — низкое разрешение видео и его плохое качество. Изображение получается с плохой цветопередачей, зашумлённое. Однако для целей общения такого качества более чем достаточно.
Голосовые чаты тоже явились развитием идей обмена сообщениями. В настоящее время в компьютерных играх широко применяется система TeamSpeak, позволяющая общаться голосом между членами команды, не отвлекаясь от управления игрой. А общение по Skype больше напоминает разговор по телефону, чем чат, хотя возможность отправки обычных текстовых сообщений в нём тоже присутствует.

### Системы мгновенных сообщений
Программы мгновенного обмена сообщениями (англ. Instant messenger, IM) используются для обмена сообщениями через Интернет в реальном времени через службы мгновенных сообщений (Instant Messaging Service, IMS). Передаваться могут текстовые сообщения, звук, потоковый звук, изображения, видео, потоковое видео, файлы, а также производиться такие действия, как совместное рисование, игры и тому подобное.

### Теле чаты
Используются на телеканалах, таких как MTV, RU.TV, Bridge-TV. Сообщение передаётся путём отправки SMS с мобильного. Чаще всего это объявления о знакомствах или поздравления с праздниками.
Также на некоторых каналах  ведётся общение с диджеем или ведущим. Однако большинство сообщений платные.